# Porana
Genre
Classification APG III (2009)
Porana est un genre végétal de la famille des Convolvulaceae.

## Liste d'espèces
Selon NCBI (6 sept. 2010) :
- Porana commixta
- Porana velutina
- Porana volubilis